# Michael Malloy

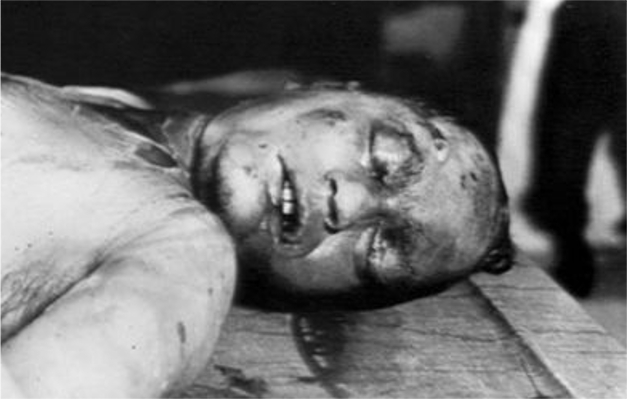
Bild von Michael Malloys Leichnam bei seiner Autopsie.

Michael Malloy (* 1873; † 22. Februar 1933 in New York City), alias Mike the Durable (Mike, der Langlebige) und Iron Mike (Eiserner Mike), war ein obdachloser irischer Wanderarbeiter aus dem County Donegal, der während der 1920er- und 1930er-Jahre in New York City lebte. Bekanntheit erlangte der ehemalige Feuerwehrmann dadurch, dass er mehrere Mordanschläge überlebte, die fünf Bekannte auf ihn verübten. Durch Versicherungsbetrug wollten diese Bekannten an die Lebensversicherungen herankommen, die sie auf Malloy abgeschlossen hatten.

## Fehlgeschlagene Mordversuche
Die Ereignisse, die zum Tod von Malloy führten, begannen im Januar 1933. Wie viele andere war Malloy zur Zeit der Weltwirtschaftskrise Alkoholiker und obdachlos. Fünf Männer, die mit ihm bekannt waren – Tony Marino (Barbesitzer), Joseph „Red“ Murphy, Francis Pasqua, Hershey Green (Taxifahrer) und Daniel Kriesberg (später als „Murder Trust“ in den Schlagzeilen genannt), taten sich zusammen, um drei von ihnen auf Malloy abgeschlossene Lebensversicherungspolicen zu erhalten. Dazu wollten sie sich Malloys Trunksucht zunutze machen und ihn dazu bringen, sich zu Tode zu trinken. Der erste Teil der Konspiration, der Versicherungsabschluss, war erfolgreich verlaufen (wahrscheinlich unterstützt durch einen korrupten Versicherungsagenten), sodass sie eine auszuzahlende Summe von mehr als  3.500 $ (heutiger Wert: 73.198 €) erwarteten, falls Malloy an einem Unfall sterben würde. Der Barmann Joseph Murphy ließ die Policen auf einen „Nicolas Mellory, Florist“ ausstellen, Begünstigter sollte sein „Bruder“ Joseph Mellory (Murphy) sein. Zwischen 1928 und 1932 gab es in New York ca. 780 Todesfälle durch Alkoholvergiftungen (Panscherei), da sollte das Opfer Nicolas Mellory nicht weiter auffallen.

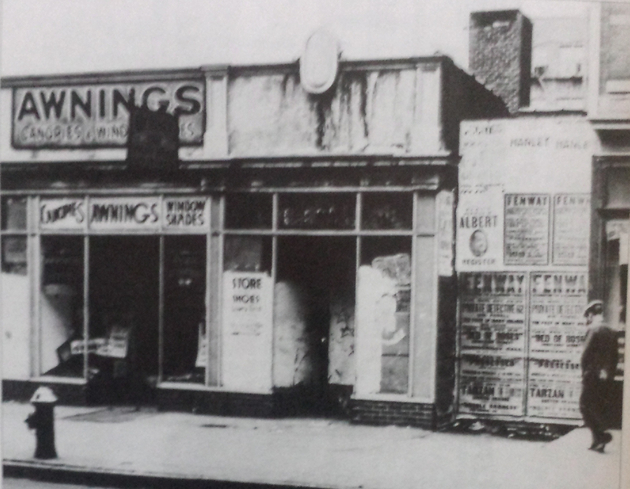
Tony Marinos No-Name-Flüsterkneipe in der 3rd Avenue

Marino war Besitzer einer sogenannten Flüsterkneipe (engl. Speakeasy) in der New Yorker 3rd Avenue und gab Malloy für das Vorhaben unbegrenzten Kredit, in der Annahme, Malloy werde sich zu Tode trinken. Aber obwohl Malloy die meiste Zeit trank, wenn er wach war, brachte es ihn nicht um. Um das zu ändern, tauschten sie den Schnaps gegen Frostschutzmittel aus, aber Malloy trank auch das anstandslos, bis er bewusstlos war, und kam nach dem Aufwachen zurück, um mehr zu trinken. Danach ersetzten sie das Frostschutzmittel durch Terpentin, gefolgt von Pferde-Liniment, und schließlich mischten sie Rattengift unter seine Getränke. Malloy lebte aber immer noch und kam nach dem Ausschlafen seines Rausches jedes Mal wieder zurück in die Kneipe.
Die Gruppe versuchte es dann mit rohen Austern, getränkt in Methanol (Alkohol, der aus Holz destilliert wurde und giftig ist). Diese Idee kam offenbar von Pasqua, der einmal einen Mann sterben sah, der eine in Whiskey eingelegte Auster gegessen hatte. Dann servierten sie ihm ein Sandwich mit verdorbenen Sardinen, versetzt mit Gift und Teppichnägeln. Malloy aß auch das alles, ohne daran zu sterben.
Schließlich wollten sie ihn erfrieren lassen. In einer Nacht, als die Temperatur unter −26 °C sank – Malloy trank wieder bis zum Umkippen –, brachten sie ihn in den Crotona Park, nahe dem Bronx Zoo, warfen ihn in den Schnee und übergossen seinen nackten Oberkörper mit 20 Liter Wasser. Das sollte ihm nun endgültig den Tod bringen. Trotzdem erschien Malloy, sichtlich unbeeindruckt und von nichts ahnend, am nächsten Tag erneut zum Trinken. Murder Trust beschloss, den nächsten Anschlag auf Malloys Leben drastisch zu verrohen und Green überfuhr ihn mit seinem Taxi mit einer Geschwindigkeit von 72 km/h. Bewusstlos auf dem Bürgersteig liegend, wurde Malloy von zwei Polizisten entdeckt, die ihn mit gebrochenen Knochen in das Fordham-Hospital in der Bronx einliefern ließen. Dies brachte ihm zur Winterzeit eine dreiwöchige „Erholungspause“ vor seinen Attentätern ein. Die Gang ging davon aus, dass Malloy tot war – er erschien für längere Zeit nicht in der Bar –, konnte aber die Policen nicht einlösen, da keine Todesmeldung vorlag. Als er dann nach seinem Krankenhausaufenthalt erneut in der Bar erschien, entschieden sie sich zu einem letzten Versuch.

## Der Mord an Malloy
Am 22. Februar 1933, nachdem Malloy mal wieder ohnmächtig am Tresen zusammengesackt war, brachten sie ihn in Murphys Zimmer in der Fulton Avenue Nr. 1210, steckten ihm einen Schlauch in den Mund, der mit dem Stadtgas-Anschluss verbunden war, und drehten den Hahn auf. Diese Methode brachte Malloy dann innerhalb einer Stunde um.
Sein Tod wurde von Dr. Frank Manuela, einem Freund Pasquas, mit „Lobärpneumonie (Lungenentzündung)“ anstelle der eigentlichen Todesursache: Kohlenstoffmonoxidvergiftung angegeben und er wurde eiligst von Pasqua beerdigt. Obwohl die Gang nun endlich am Ziel ihrer Pläne war, scheiterte sie daran, die Beute gerecht aufzuteilen. Schließlich hörte die Polizei Gerüchte über den Tod von „Mike the Durable“ in den Flüsterkneipen überall in der Stadt und ließ seine Leiche exhumieren und einer nachträglichen Autopsie unterziehen. Die Autopsie ergab, dass Malloy nicht eines natürlichen Todes gestorben, sondern ermordet worden war.
Man kam den Fünfen schnell auf die Spur; sie wurden zügig gefasst, vor Gericht gestellt und verurteilt. Green wurde als einziger zu einer Gefängnisstrafe verurteilt; alle weiteren Mitglieder von Murder Trust wurden zum Tode auf dem elektrischen Stuhl verurteilt: Kriesberg, Marino und Pasqua wurden am 7. Juni 1934 und Murphy am 5. Juli 1934 in Sing Sing hingerichtet.

## In der Populärkultur
- You Can’t Kill Michael Malloy ist ein Instrumentalstück von The Spent Poets. Ein Clip dieses Songs erscheint auf dem Album Frizzle Fry der Band Primus.
- Die Münsteraner Band Mr. Irish Bastard behandelt die Geschichte von Mike Malloy im gleichnamigen Lied des Albums „Desire for Revenge“.
- 1993 schrieb Eric Jendresen das Stück mit dem Titel The Killing of Michael Malloy.[12][13]
- Michael Malloy ist der Titel eines Songs der Grindcore-Band Gob zusammen mit Agoraphobic Nosebleed.
- Die Episode The Durable Mike Malloy Case der 1952 ausgestrahlten Fernsehserie „Gang Busters“ scheint von diesem Vorfall inspiriert worden zu sein.
- Die Geschichte ist die Handlung des 1949 erschienenen Romans All Dames Are Dynamite, von Timothy Trent.[14]
- Die Geschichte von Malloys Mord war 2011 Teil der BBC-Serie QI (Quite Interesting).[15]
- Die Episode One for the Road von Amazing Stories handelt von einem Barbesitzer, der versucht, den Betrunkenen Mike Malloy wegen Versicherungsgeldes zu ermorden.
- Die Episode The Indestructible Mike Matter der Radioserie Yours Truly, Johnny Dollar schien von diesem Vorfall inspiriert worden zu sein. Howard McNear war Mike.
- Malloys Tod wurde im Handbuch The Poisoner’s Handbook als einer der Fälle beschrieben, die von dem damals neu gegründeten New York City Medical Examiner’s Office unter der Leitung des Rechtsmediziners und Pioniers der forensischen Toxikologie Charles Norris untersucht wurden.